# Mauricio Lemos
Paolo Mauricio Lemos Merladett (ur. 28 grudnia 1995 w Riverze) – urugwajski piłkarz występujący na pozycji środkowego obrońcy w Atlético Mineiro.